# Phytophaga
Phytophaga é um clado de besouros dentro da infraordem Cucujiformia consistindo nas superfamílias Chrysomeloidea e Curculionoidea que são distintas no hábito alimentar de plantas combinadas com os tarsos sendo pseudotetrâmeros ou criptopentâmeros, onde o quarto segmento tarsal é tipicamente muito reduzido ou escondido pelo terceiro segmento tarsal. Os Cucujoidea são irmãos dos Phytophaga. Em alguma literatura mais antiga, o termo Phytophaga era aplicado apenas ao Chrysomeloidea.
Acredita-se que a diversificação de espécies dentro do Phytophaga esteja associada à especiação dentro das Angiospermas. O hábito de alimentação de plantas pode ter sido uma mudança de hábitos microfúngicos, alimentação de esporos (em estróbilos e cicadáceas) e saprotróficos. Com quase 125.000 espécies descritas, eles são a segunda maior linhagem fitófaga de insetos depois da ordem Lepidoptera.